# Jan Kryštof Schambogen
Jan Kryštof Schambogen (německy Johann Christoph Schambogen; 1636 Kladsko – 5. března 1696 Praha) byl německý právník, člen jezuitského řádu, profesor práva na Ferdinandově univerzitě v Praze (Univerzita Karlova) a v letech 1687–1689 a 1692–1693 také její rektor.

## Život
Narodil se ve slezském Kladsku. Navštěvoval jezuitskou kolej v Kladsku a poté studoval na Ferdinandově univerzitě v Praze, kde 15. listopadu 1668 získal akademický titul doktora obou práv. O čtyři dny později byl jmenován profesorem práv na pražské univerzitě, kde byl následně považován za významného právního odborníka. V letech 1687–1689 a 1692–1693 zastával úřad rektora univerzity. Byl také asesorem pražské arcibiskupské konzistoře a říšským radou. Byl autorem odborné právní literatury v latině.
Zemřel 5. března 1696 v Praze a byl zde také pohřben.
Patrně v době výkonu funkce jej na své kresbě ztvárnil malíř Jan Jiří Heinsch, rovněž pocházející z Kladska. Obraz se dochoval až do 21. století a je nadále majetkem Univerzity Karlovy.

## Díla (výběr)
- Praelectiones publicae in D. Imp. prostě instituce cet (1676)
- Dissertationes miscellaneae ad quasdam leges et capitula, ex utroque iure excerpta (Praha, 1678)
- Dis-et Concordantia canonum et legum (1683)
- Ars longa, vita brevis, seu centum quaestiones iuris ... ex historica mundi vita eductae et deductae (Nové Město Pražské, 1684)
- Dissertationes iuridicae miscellaneae ad aliquot famosas et damnatas, ut vocant, leges (Nové Město Pražské, 1687)
- Discursus triginta ex canonico, civili, feudali ... extracti, et historiae alicui ex vita Rudolphi I. ... applicati (Praha, 1692)
- Commentarium seu lectiones publicae in D. Gregorii IX. decretalium libros quinque compositae ... (Praha, 1699)